# Pseudonapomyza ruiruensis
Pseudonapomyza ruiruensis är en tvåvingeart som beskrevs av Spencer 1985. Pseudonapomyza ruiruensis ingår i släktet Pseudonapomyza och familjen minerarflugor.
Artens utbredningsområde är Kenya. Inga underarter finns listade i Catalogue of Life.